# Jackie Jenkins
Jack Dudley „Butch“ Jenkins (* 29. August 1937 in Los Angeles; † 14. August 2001 in Asheville, North Carolina) war ein US-amerikanischer Kinderstar.

## Biografie
Jackie „Butch“ Jenkins wurde als Sohn der Schauspielerin Doris Dudley (1917–1985) geboren und in den 1940er-Jahren einer der Kinderstars von Metro-Goldwyn-Mayer. Er machte sein Debüt 1943 mit einer größeren Rolle in dem Heimatfront-Kinofilm Und das Leben geht weiter unter der Regie von Clarence Brown an der Seite von Mickey Rooney und Donna Reed. 1944 folgte mit Kleines Mädchen, großes Herz ein weiterer Film von Regisseur Clarence Brown. Erneut spielte er an der Seite von Mickey Rooney, während Elizabeth Taylor die weibliche Hauptrolle übernahm. Weitere Filme waren Frühling des Lebens (1945) von Roy Rowland mit Edward G. Robinson und Margaret O’Brien, Little Master Jim (1946) von Fred Zinnemann mit Spring Byington und Henry O’Neill, sowie The Bride Goes Wild (1948) von Norman Taurog mit June Allyson und Van Johnson.
Zuletzt stand er für den Film Big City (1948) von Norman Taurog an der Seite von Edward Arnold und Margaret O’Brien vor der Kamera. Mit Summer Holiday, The Bride Goes Wild und Big City erschienen seine letzten drei Filme in nur knapp einem Monat im Kino. Wie die meisten US-amerikanischen Kinderdarsteller konnte auch er seine Karriere nicht im Erwachsenenalter fortsetzen, was vor allem an einem Stottern lag, dass Jenkins inzwischen entwickelt hatte. Stattdessen wurde er Leiter des Wassersystems von Osttexas und später Besitzer einer Autowaschanlagen-Firmenkette. Er starb 2001 in seinem Schlaf mit 63 Jahren.

## Filmografie
- 1943: Und das Leben geht weiter (The Human Comedy)
- 1944: Reward Unlimited (Kurzfilm)
- 1944: An American Romance
- 1944: Kleines Mädchen, großes Herz (National Velvet)
- 1945: Abbot und Costello in Hollywood (Abbot und Costello in Hollywood)
- 1945: Frühling des Lebens (Our Vines Have Tender Grapes)
- 1946: Little Master Jim
- 1946: Boys’ Ranch
- 1947: My Brother Talks to Horses
- 1947: Little Mister Jim
- 1948: My Old Town (Kurzfilm)
- 1948: Summer Holiday
- 1948: The Bride Goes Wild
- 1948: Big City